# Igor Lediakhov
Igor Lediakhov (sinh ngày 22 tháng 5 năm 1968) là một cầu thủ bóng đá người Nga.

## Đội tuyển bóng đá quốc gia Liên Xô
Igor Lediakhov thi đấu cho đội tuyển bóng đá quốc gia Liên Xô từ năm 1992.

## Đội tuyển bóng đá quốc gia Nga
Igor Lediakhov thi đấu cho đội tuyển bóng đá quốc gia Nga từ năm 1992 đến 1994.

## Thống kê sự nghiệp
| Đội tuyển bóng đá Liên Xô | Đội tuyển bóng đá Liên Xô | Đội tuyển bóng đá Liên Xô |
| Năm                       | Trận                      | Bàn                       |
| ------------------------- | ------------------------- | ------------------------- |
| 1992                      | 7                         | 1                         |
| Tổng cộng                 | 7                         | 1                         |

| Đội tuyển bóng đá Nga | Đội tuyển bóng đá Nga | Đội tuyển bóng đá Nga |
| Năm                   | Trận                  | Bàn                   |
| --------------------- | --------------------- | --------------------- |
| 1992                  | 2                     | 0                     |
| 1993                  | 5                     | 0                     |
| 1994                  | 1                     | 0                     |
| Tổng cộng             | 8                     | 0                     |